# Aime Mäemets
Aime Mäemets, geboren als Aime Animägi (russisch Айме Антоновна Мяэметс, * 29. September 1930 in Pöögle, Kreis Viljandi, Estland; † 7. Juli 1996 in Rannu, Estland), war eine estnische Biologin, die im Bereich der Hydrobotanik tätig war. Als europaweit anerkannte Expertin für  Laichkrautgewächse war sie 1979 Erstbeschreiberin einer neuen Art dieser Pflanzenfamilie. Ihr botanisches Autorenkürzel lautet Mäemets.

## Leben und Werk

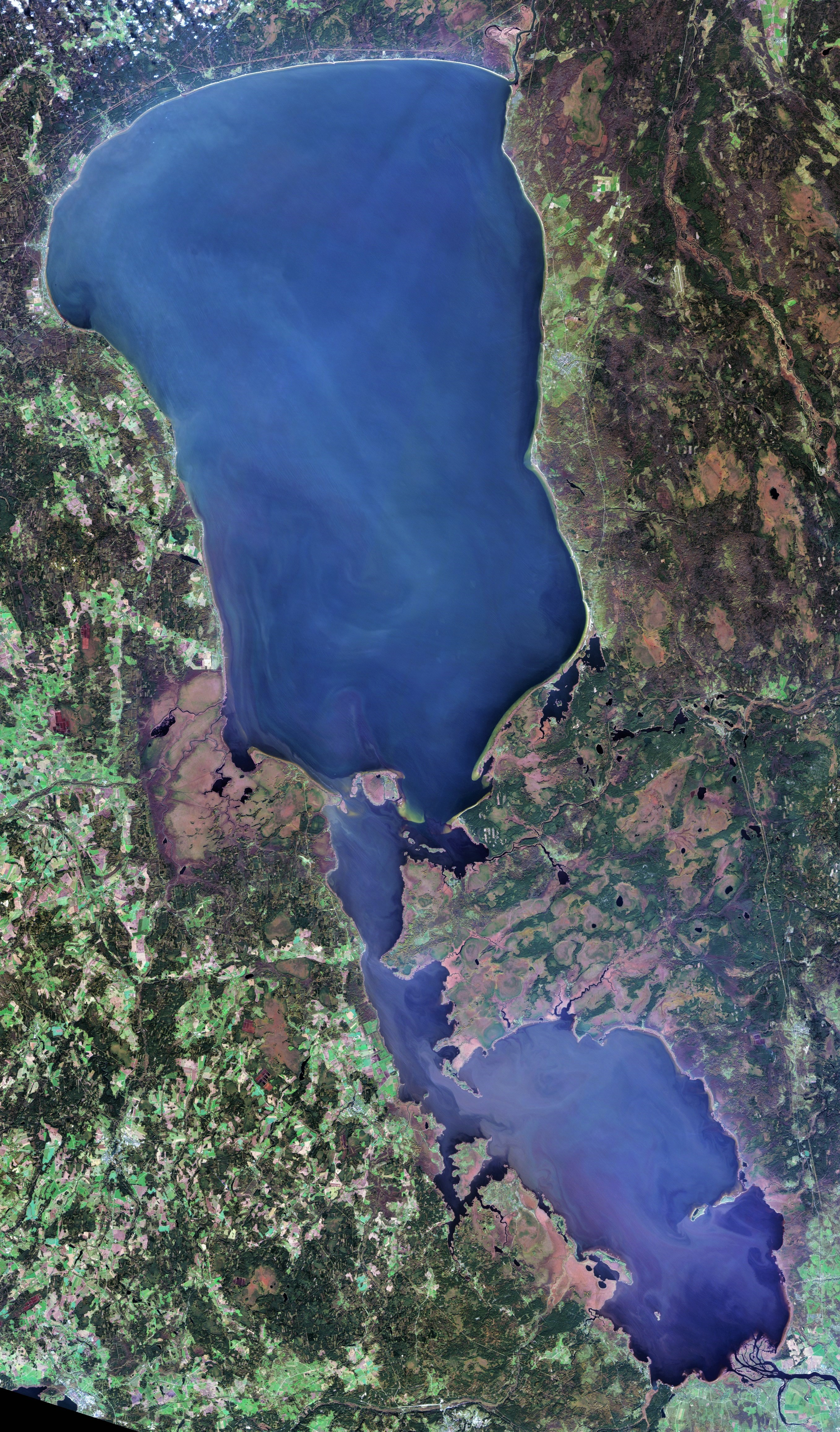
Der Peipussee, Satellitenaufnahme (2016)

Aime Mäemets wurde am 29. September 1930 als Tochter des Lehrers Anton Animägi und seiner Ehefrau Alice im Dorf Pöögle im Süden Estlands geboren. Sie schloss 1954 ein Studium der Biologie an der Universität Tartu ab und erwarb 1961 den akademischen Grad Kandidatin der Biologie. 
Von 1961 bis zu ihrem Tod im Jahr 1996 arbeitete Mäemets am Forschungsinstitut für Zoologie und Botanik der Estnischen Akademie der Wissenschaften. Zunächst erforschte Mäemets als Mikrobiologin die Bakterien estnischer Seen. Hierbei stellte der Peipussee, der größte See Estlands und fünftgrößte Europas, einen Schwerpunkt dar. Später nahm sie an komplexen Studien über weitere estnische Seen, darunter der Võrtsjärv, teil. Sie forschte beispielsweise zu den Auswirkungen der vom Menschen verursachten Nährstoffanreicherung der Gewässer auf deren Vegetation und erarbeitete Berichte zur Situation gefährdeter und seltener Pflanzenarten in estnischen Seen. Manche ihrer Projekte konnte sie gemeinsam mit ihrer Tochter Helle Mäemets durchführen, die ebenfalls als Biologin an der Akademie tätig war.
Die Ergebnisse von Mäemets’ Forschungsarbeiten flossen in die Eesti NSV floora (Flora der Estnischen SSR) ein, ein wissenschaftliches Werk über die estnische Flora, das zwischen 1953 und 1984 in 11 Bänden veröffentlicht wurde. Mäemets war ebenfalls eine europaweit anerkannte Expertin für Laichkrautgewächse und verfasste das diesbezügliche Kapitel in der Eesti NSV floora (Band 9, 1984) und in der Flora des europäischen Territoriums der UdSSR (russisch Флора Европейской территории СССР).
Während der meisten Zeit ihres Erwachsenenlebens war Estland als Estnische Sozialistische Sowjetrepublik Teil der Sowjetunion. Ihre Veröffentlichungen erfolgten daher sowohl in estnischer als auch in russischer Sprache.
1979 war sie Erstbeschreiberin der Laichkrautart Potamogeton sarmaticus Mäemets.
Aime Mäemets starb am 7. Juli 1996 im Alter von 65 Jahren in Rannu.

## Familie
Aime Mäemets war die Ehefrau des Biologen, Limnologen und Naturfotografen Aare Mäemets (1929–2002). Das Ehepaar hat vier Kinder.

## Wissenschaftliche Veröffentlichungen (Auswahl)
auf Estnisch
- Kõrgem taimestik – Võrtsjärv. (Höhere Vegetation am Võrtsjärv-See) (1973)
- Antropogeense eutrofeerumise mõju eri tüüpi järvede suurtaimestikule (makrofloorale). (Auswirkungen der anthropogenen Eutrophierung auf die Makroflora verschiedener Seentypen) Eesti NSV järvede nüüdisseisund (Der aktuelle Zustand der Seen der Estnischen SSR) (1982)
- Sugukond penikeelelised – Potamogetonaceae Dumort. (Untersuchungen zur Familie der Potamogetonaceae Dumortier), Eesti NSV floora, Band 9, 1984.
- Ohustatud ja haruldaste veetaimede olukord Eesti järvedes. (Situation gefährdeter und seltener Wasserpflanzen in estnischen Seen) Taimeriigi kaitsest Eesti NSV-s (1988)
- Suurtaimed: [Peipsi järves] (1999, mit Helle Mäemets)

auf Russisch
- О численности бактерий в воде Псковско-Чудского озе ра. — С рис. Гидробиол. исследования, Band 4, 1966, S. 43–48. — Резюме на эст. и англ. яз. — Библиогр. 13 назв.
- Мяэметс А., Райтвийр А.: Классификация озер при помощи многокритериального анализа // Основы биопродуктивности внутренних водоемов Прибалтики. - Vilnius 1975, S. 159–163.
- Флора Балтийских республик. 2 : сводка сосудистых растений = Flora of the Baltic countries : compendium of vascular plants / [М. Абакумова, Л. Вильясоо, Н. Ингерпуу... и др.]; редакторы В. Кууск, Л. Табака, Р. Янкявичене; Академия наук Эстонии, Институт зоологиии и ботаники, Академия наук Латвии, Институт биологии, Институт ботаники Литвы. Tartu 1996.